# Nátrium-szelenid
A nátrium-szelenid nátriumból és szelénből álló ionvegyület, képlete Na2Se. Színtelen, szilárd anyag, melyet szelén és ammóniában oldott nátrium reakciójával állítanak elő. Más alkálifém-kalkogenidekhez hasonlóan a nátrium-szelenid is könnyen reagál a vízzel, hidrolízise során nátrium-hidrogénszelenid (NaSeH) és hidroxidion keletkezik. A hidrolízis oka az, hogy a Se2- rendkívül erős bázis.
Na2Se + H2O → NaHSe + NaOH
A nátrium-szelenid könnyen oxidálódik, ennek során poliszelenidek képződnek, amit az anyag elszíneződése jelez. Savakkal reagálva mérgező hidrogén-szelenid gáz keletkezik belőle.
Na2Se + 2 HCl → H2Se + 2 NaCl
Alkil-halogenidekkel reagálva a megfelelő szelénorganikus vegyület keletkezik belőle.
Na2Se  +  2 RBr   →   R2Se  +  2 NaBr
Szilíciumorganikus halogenidekkel a következő módon reagál:
Na2Se  +  2 Me3ECl   →   (Me3E)2Se  +  2 NaCl  (E = Si, Ge, Sn)

## Veszélyei
A nátrium-szelenid tárolásánál vigyázni kell hogy ne érintkezzen vízzel és levegővel.

## Fordítás
Ez a szócikk részben vagy egészben  a   Sodium selenide című angol Wikipédia-szócikk ezen változatának fordításán alapul.  Az eredeti cikk szerkesztőit annak laptörténete sorolja fel. Ez a jelzés csupán a megfogalmazás eredetét és a szerzői jogokat jelzi, nem szolgál a cikkben szereplő információk forrásmegjelöléseként.